# ام‌وی ناپا
ام‌وی ناپا (به انگلیسی: MV Napa) یک کشتی است که طول آن ۱۴۳ فوت ۳ اینچ (۴۳٫۷ متر) می‌باشد. این کشتی در سال ۱۹۹۹ ساخته شد.